# Melvin Van Peebles
Melvin Van Peebles (Chicago, 21 de agosto de 1932-Manhattan, 22 de septiembre de 2021) fue un actor, cineasta, dramaturgo, novelista y compositor estadounidense.

## Biografía
Van Peebles trabajó como director de cine activo hasta la década de 2000. Su largometraje debut, The Story of a Three-Day Pass (1967), se basó en su propia novela en francés La Permission y se rodó en Francia, ya que en aquella época era difícil que un director estadounidense de raza negra tuviera las condiciones para filmar. La película ganó un premio en el Festival Internacional de Cine de San Francisco, lo que le valió el interés de los estudios de Hollywood. De esta forma debutó en su país con Watermelon Man, en 1970. Al rechazar más propuestas de Hollywood, utilizó los éxitos obtenidos hasta entonces para financiar su trabajo como cineasta independiente.
En 1971 estrenó su obra más conocida, la película Sweet Sweetback's Baadasssss Song, considerada uno de los primeros y más apreciados ejemplos del género blaxploitation. Continuó con el musical Don't Play Us Cheap, basado en su propia obra de teatro, y continuó haciendo películas, escribiendo novelas y obras de teatro en inglés y en francés durante las siguientes décadas. Sus últimas producciones incluyen la película en francés Le Conte du ventre plein (2000) y el filme Confessionsofa Ex-Doofus-ItchyFooted Mutha (2008). Su hijo, el cineasta y actor Mario Van Peebles, apareció en varias de sus obras y lo interpretó en la película biográfica de 2003 Baadasssss!

## Vida personal y fallecimiento
Van Peebles se casó con Maria Marx. Vivieron en México durante un periodo a finales de la década de 1950, donde se dedicó a la pintura de retratos. Su hijo, el actor y director Mario Van Peebles, nació mientras residían en ese país. Posteriormente, la familia regresó a los Estados Unidos.
Falleció el 22 de septiembre de 2021 en su casa de Manhattan, Nueva York, a los 89 años. Le sobreviven sus hijos Mario, Max y Marguerite.

## Filmografía

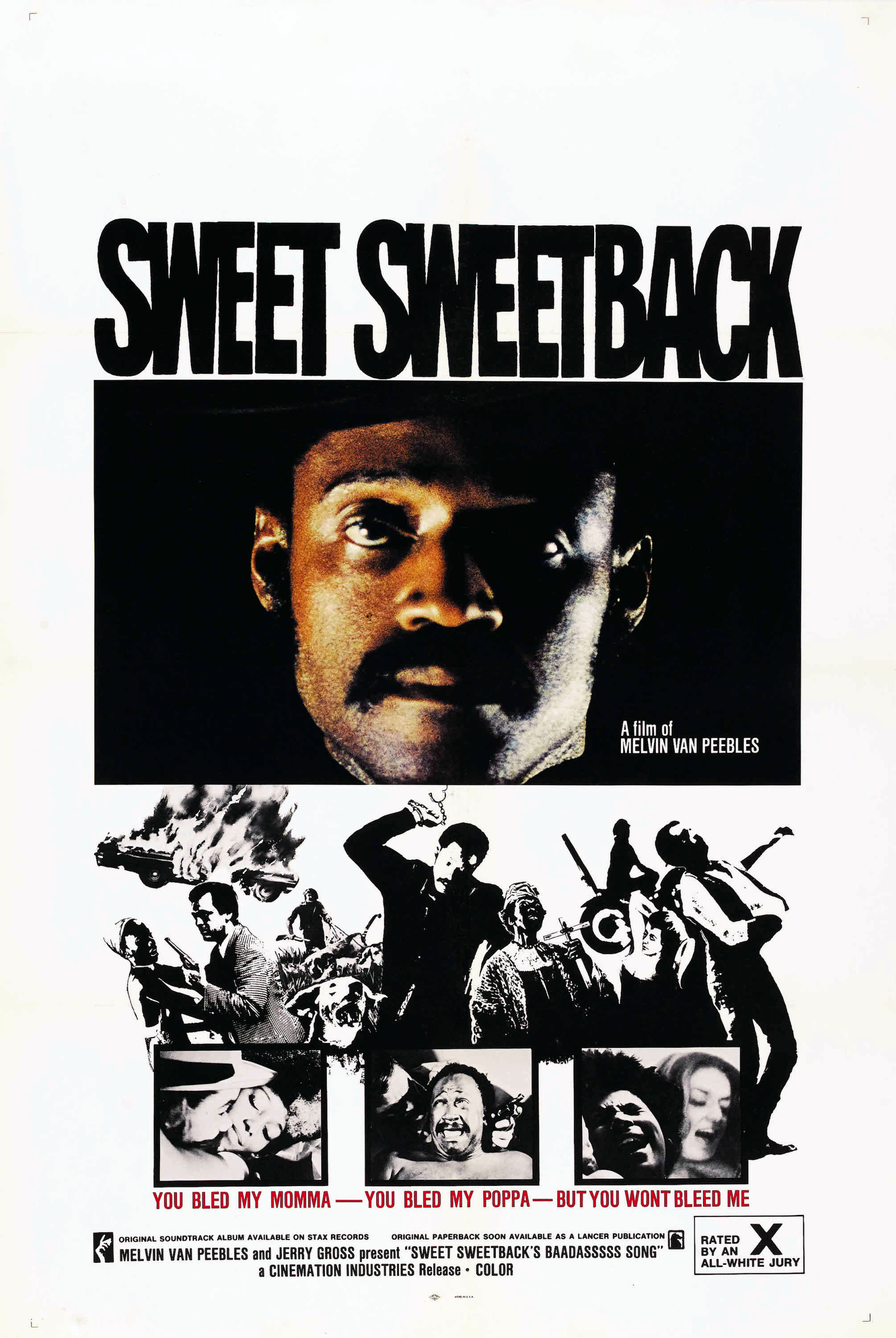
Su película de 1971 Sweet Sweetback's Baadasssss Song fue elogiada por grupos de derechos humanos y recaudó cerca de 10 millones de dólares en taquilla

| Año  | Título                                                    | Rol      | Rol       | Rol      | Rol        |
| Año  | Título                                                    | Director | Productor | Escritor | Compositor |
| ---- | --------------------------------------------------------- | -------- | --------- | -------- | ---------- |
| 1957 | Three Pickup Men for Herrick                              | Sí       | Sí        | Sí       | No         |
| 1961 | Sunlight                                                  | Sí       | Sí        | Sí       | Sí         |
| 1961 | Les cinq cent balles (500 Francs)                         | Sí       | No        | Sí       | Sí         |
| 1967 | The Story of a Three-Day Pass                             | Sí       | No        | Sí       | Sí         |
| 1969 | Slogan                                                    | No       | No        | Sí       | No         |
| 1970 | Watermelon Man                                            | Sí       | No        | No       | Sí         |
| 1971 | Sweet Sweetback's Baadasssss Song                         | Sí       | Sí        | Sí       | Sí         |
| 1973 | Don't Play Us Cheap                                       | Sí       | No        | Sí       | Sí         |
| 1976 | Just an Old Sweet Song                                    | No       | No        | Sí       | Sí         |
| 1977 | Greased Lightning                                         | No       | No        | Sí       | No         |
| 1981 | The Sophisticated Gents                                   | Sí       | No        | Sí       | No         |
| 1987 | The Day They Came to Arrest the Book                      | No       | No        | Sí       | No         |
| 1989 | Identity Crisis                                           | Sí       | Sí        | No       | No         |
| 1995 | Panther                                                   | No       | No        | Sí       | No         |
| 1996 | Vroom Vroom Vroooom                                       | Sí       | Sí        | No       | Sí         |
| 1996 | Gang in Blue                                              | Sí       | Sí        | No       | No         |
| 2000 | Le Conte du ventre plein                                  | Sí       | Sí        | Sí       | Sí         |
| 2008 | Confessionsofa Ex-Doofus-ItchyFooted Mutha                | Sí       | No        | No       | No         |
| 2012 | Lilly Done the Zampoughi Every Time I Pulled Her Coattail | Sí       | No        | No       | No         |